# José Andrés Gallego
José Andrés Gallego (Calatayud, 1944) es un historiador español especializado en Historia Contemporánea. 

## Historia
Doctor en Filosofía y Letras en 1971, catedrático de Geografía e Historia de Bachillerato en los institutos de Vich, Tafalla y Pamplona a principio de la década de 1970, catedrático de Historia Contemporánea en la Universidad de Oviedo, UNED (Madrid) y Cádiz entre 1976 y 1985, rector de la Universidad Católica de Ávila entre 1997 y 1998. Investigador científico entre 1986 y 1999 y posteriormente profesor de investigación en el Consejo Superior de Investigaciones Científicas hasta la actualidad.
Es académico correspondiente de la Real Academia de la Historia desde 2004, miembro correspondiente de la Academia Portuguesa de la Historia (1996), de la de Buenas Letras de Sevilla (1997) y de la Argentina de la Historia (2006). Es también uno de los socios fundadores de la Sociedad de Estudios Históricos de Navarra creada en 1988 y organizadora cada cuatro años de los Congresos Generales de Historia de Navarra.
Es uno de los historiadores españoles que más han estudiado la cultura política en el mundo hispano (España y América), así como la historia de la historiografía. [cita requerida]Se considera postulando así una postura bastante amplia en torno a los aniversarios patrios de las distintas nacionalidades hispano americanas. 
En el Perú ha sido invitado en diversas universidades como la Universidad Nacional Mayor de San Marcos y la Universidad de Piura, entre otras instituciones vinculadas al espacio académico historiográfico.[cita requerida]

## Publicaciones
- La política religiosa en España 1889-1913 (1975)[4]
- El socialismo durante la Dictadura 1923-1930 (1977)[5][6]
- Pensamiento y acción social de la Iglesia en España (1984)
- Historia general de la gente poco importante (1991)
- Recreación del Humanismo (1994)
- ¿Fascismo o Estado Católico?. Encuentro. 1997. ISBN 9788474904178.
- Un 98 distinto (1998)
- El motín de Esquilache, América y Europa (2004)
- La esclavitud en la América española. Encuentro. 2005. ISBN 9788474907650.
- José Andrés Gallego, ed. (2004). Historia de la historiografía española. Encuentro. ISBN 9788474907094.
- José Andrés Gallego, Antón M. Pazos (1999). La Iglesia en la España contemporánea (1800-1936). Encuentro. ISBN 9788474905199.[7][8]
- José Andrés Gallego, Antón M. Pazos (1999). La Iglesia en la España contemporánea (1936-1999). Encuentro. ISBN 9788474905205.[8]
- La época de Franco. Ediciones Rialp. 1991. ISBN 9788432123597. Archivado desde el original el 9 de junio de 2015. Consultado el 19 de junio de 2011.